# Бекаа (долина)
Долината Бека́а (на арабски: وادي البقاع‎ [wādī l-Biqāʕ], ливанско произношение: [bʔaːʕ]) – долина в Източен Ливан, един от най-важните земеделски райони в страната.
Долината Бекаа е разположена на 30 километра западно от столицата Бейрут, между планинските хребети Ливан и Антиливан.
Тя е северен край на Източно-Африканската рифтова долина.
Дължината ѝ е около 120 километра, а средната ширина около 16 км. Климатът е средиземноморски с горещо и сухо лято и студена снежна зима.
Най-големия град в долината е град Захла, който е и център на провинция Бекаа.
На територията на долината се намира мухафаза Бекаа с площ 4429 km² и население 620 022 души (2008).
- Земеделски пейзаж от Бекаа
- Маждал Анжар
- Езерото Караун
- Храмът на Бакхус в Баалбек